# Иотам Зедгенидзе
святой Иотам Зедгенидзе (ум. 1465, Грузинское царство) — святой Грузинской Православной Церкви, день памяти по новому стилю — 12 ноября (30 октября). Предок княжеского рода Амилахвари.

## Биография
Святой Иотам Зедгенидзе был представителем дворянства, известным своим мужеством, верой и преданностью царю.
Святой, воспитанный добрым служением, хорошо понимал, что верность царю Георгию VIII означает любовь к стране и Святой Церкви. В 1446 году Георгий VIII, сын Александра I Великого, был рукоположен в сан царя Грузии, «полный и достойный восхищения всей добротой и божественной силой» провёл двадцать лет своего правления в борьбе за сохранение единства страны. Во время его правления «Бог разгневался на христиан за их грехи, и султан Мухаммед захватил Константинополь».
Тем временем ситуация в Грузии вновь стала напряжённой. Атабаг Самцхе был отдан князю Кваркваре. В 1463 году, после победы у Чихори, Баграт, наместник царя в Кутаиси, объявил себя царём Имерети, образовав отдельное царство с отдельной ветвью династии Багратионов.
В 1465 году царь Георгий двинулся в Самцхе-Саатабаго, чтобы сразиться с Кваркваре, атабагом.
Как сообщает летопись «რათა შურ-აგოს ათაბაგსა» «Предатели и отступники нашли Георгия, стоявшего лагерем возле озера Паравани, чтобы убить его и его последователей».
Иотам Зегенидзе, находившийся во дворце своего царя, узнал о страшном заговоре против царя и предупредил его. «Царь не поверил», — пишет Вахушти в «Жизнеописании Картли», — «потому что бессмысленно было с их стороны предать царя».
Когда верный царедворец не смог убедить праведного и невинного короля в предательстве своих лживых подданных, он предложил в ночь убийства лечь вместо него в постель, чтобы доказать злой умысел предавших царя феодалов.
По словам царевича и сына царя Картли-Кахетии Ираклия II, Вахтанга-Алмасхана,
Словом все истинные сыны отечества должны подражать, столь известному в нашей стране Амилохорову. Это проишествие может быть стократно повествованно, столь оно редко и изящно.
Иотам Амилохоров узнав, что некоторые соумышленники вознамерились лишить жизни Царя Георгия VIII, находящегося в походе, приходить к своему Государю и открывает ему ковъ.
Положено было соумышленниками тайным образом войти к царю в его палатку и там умертвить его. Этот верный подданный почтен клеветником: Георгий не хочет ему верить и тем сам стремится в пропасть. Амилахоров соболезнует о недоверчивости Царя, предается непоколебимому своему усердию к его особе и предпринимает спасти его насчет своей жизни. Он уговаривает Георгия уступить ему в ту ночь свою постель и скрыться в толпе телохранителей. В полночь, вторгаются в Царскую Палатку изменники, и пресекают жизнь Амилахорова, надеясь поразить Георгия. Сей редкий слуга, получая смертоносные удары, не произнес ни одного слова, могучего открыть тайну его верности. Он усердствовал сколько к своему Государю, сколько и к отечеству, которое могло сделаться по смерти Георгия, жертвою беспорядков и мятежей.

В благодарность, царь даровал княжеский титул всему его законному потомству.
Утром, когда царь Георгий вошёл в царский шатёр, его любимый придворный лежал в луже собственной крови. Он оплакивал Иотама, взял в плен его врагов и «убил их всех». Благодарный царь благословил потомков преподобного Иотама Зедгенидзе, сделав их князьями.
Посвящённый помазаннику Божию, назначенным Богом царю, Иотам был канонизирован Грузинской Церковью в лике святых. День памяти по новому стилю — 12 ноября (30 октября).